# Tom Linton (Radsportler)

Tom Linton

Tom Linton (* 13. Juni 1876 in Aberaman; † 12. November 1915 in Levallois) war ein britischer Radrennfahrer aus Wales.

## Werdegang
Tom Linton bildete gemeinsam mit seinen Brüdern Arthur und Sam sowie Jimmy Michael eine Gruppe von international erfolgreichen Radsportlern, die alle aus dem kleinen walisischen Bergarbeiterort Aberaman stammten.
Linton profilierte sich weniger durch den Gewinn von Rennen als durch das Aufstellen von Rekorden. Zwischen 1896 und 1902 gelangen ihm acht Rekorde auf Bahn und Straße, alle hinter Schrittmachern. Im Mai 1902 startete er hinter einem einsitzigen Motorniederrad, das von dem als besten Schrittmacher der Welt geltenden Franzosen Marius Thé gesteuert wurde. Dieses Motorrad war eine Novität, da bis dahin Motor-Tandems benutzt worden waren. Die beiden verbesserten den Stundenweltrekord auf 68,410 Kilometer. Im selben Jahr verunglückte das Gespann auf der Radrennbahn in Leipzig schwer, und Linton verbrachte längere Zeit im Krankenhaus. Ein Comeback als Rennfahrer misslang.
Linton ließ sich als Hotelier in Paris nieder. Er starb an Typhus wie zuvor sein Bruder Arthur, dessen Tod auf Spätfolgen von Doping zurückgeführt wird: „Man sagt, dass der den Bergleuten eigene Genuss von Arsenik den Lintons als Rennfahrer sehr zu statten gekommen ist.“ Die Lintons wie auch Jimmy Michael wurden zudem vom berüchtigten Manager Choppy Warburton betreut, dessen Doping-Mixturen legendär waren.